# Suisen (Schiff, 2012)
Die Suisen (すいせん) ist ein 2012 in Dienst gestelltes Fährschiff der japanischen Reederei Shin Nihonkai Ferry. Sie steht auf der Strecke von Tsuruga nach Tomakomai im Einsatz.

## Geschichte

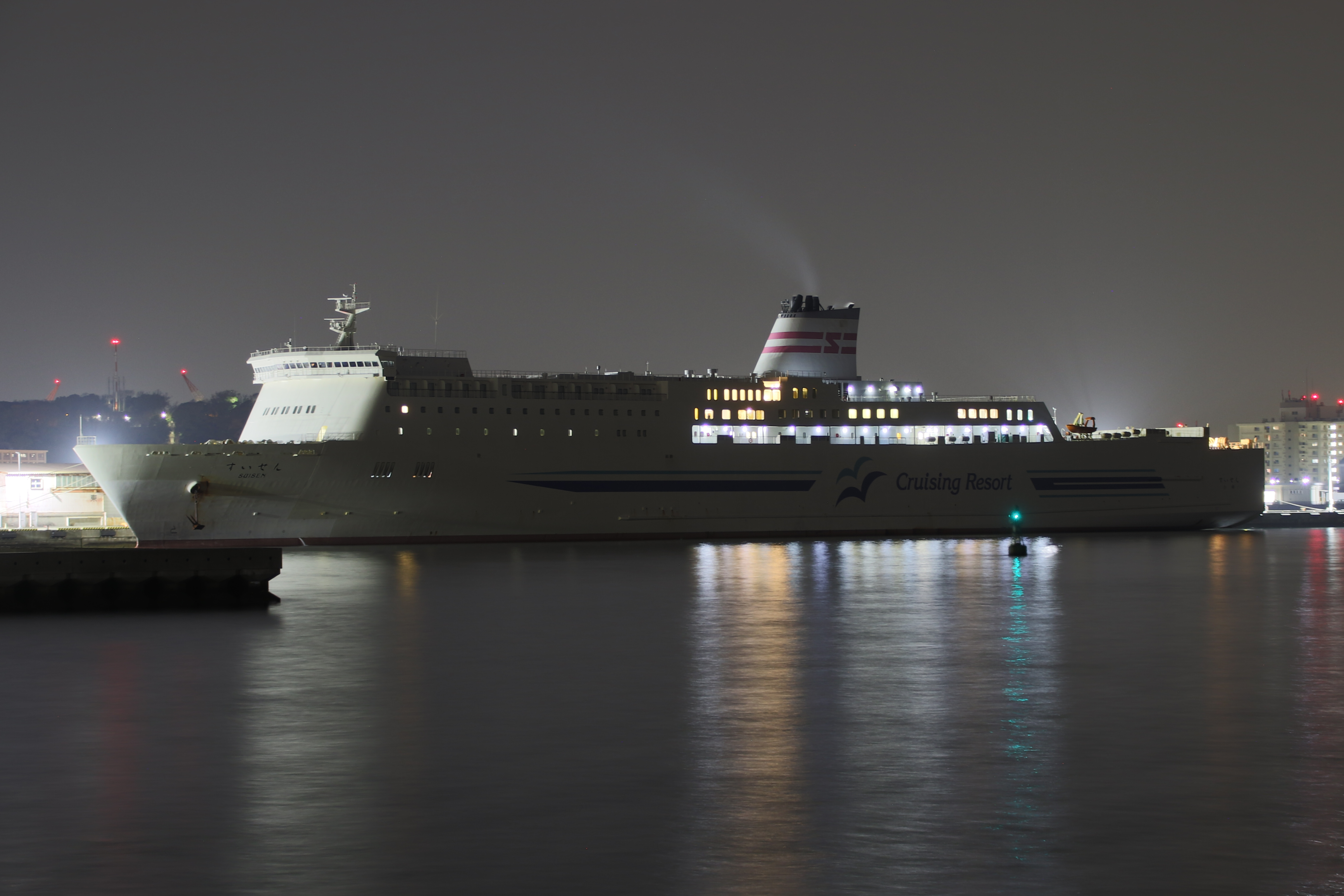
Die Suisen bei Nacht in Yokosuka, März 2023

Die Suisen wurde im Juni 2011 unter der Baunummer 2277 in der Werft von Mitsubishi Heavy Industries in Nagasaki auf Kiel gelegt und lief am 27. Januar 2012 vom Stapel. Nach der Ablieferung an Shin Nihonkai Ferry am 29. Juni 2012 nahm sie am 1. Juli den Fährdienst von Tsuruga nach Tomakomai auf. Die am selben Tag auf Kiel gelegte, vom Stapel gelaufene und in Dienst gestellte Suzuran ist ihr Schwesterschiff. Die Suisen ersetzte ein gleichnamiges, 1996 in Dienst gestelltes Schiff, das am Tag ihrer Indienststellung ausgemustert wurde.
Von Mai bis Juni 2022 stand die Suisen kurzzeitig auf der Strecke von Kitakyūshū nach Yokosuka als Ersatzschiff im Einsatz, nachdem die dort eingesetzten Fähren Hamayu und Soleil aufgrund technischer Probleme ausgefallen waren. Seit November 2022 verkehrte sie dort zeitweise aus demselben Grund wieder als Ersatzschiff.
Die Suisen kann insgesamt bis zu 613 Passagiere befördern. Diese reisen in verschiedenen Kabinenkategorien, die von Mehrbett-Kojen und Gemeinschaftsräumen über verschieden große Privatkabinen bis hin zu Suiten reichen. Zur weiteren Ausstattung des Schiffes gehören zwei Restaurants, ein Café, ein Bordgeschäft, ein Gemeinschaftsbad (Sentō) mit Massageraum, ein auch als Kino nutzbarer Konferenzraum, ein Kinderspielzimmer, ein Fitnessraum und ein Karaoke-Zimmer. Zudem gibt es an Bord Bereiche mit Snack- und Getränkeautomaten, ein Raucherzimmer auf jedem Deck und eine Wäscherei.
Die Suisen wird von zwei Dieselmotoren des finnischen Herstellers Wärtsilä vom Typ 12V38C angetrieben. Diese bringen das Schiff auf eine Höchstgeschwindigkeit von bis zu 30,12 Knoten (etwa 55,78 km/h).